# De Topper
De Topper (de vez en cuando Nieuwe Klassieker; en español Nuevo Clásico) es el nombre con el que se conoce a la rivalidad futbolística entre Ajax de Ámsterdam y el PSV de Eindhoven, dos de los clubes de fútbol más tradicionales de los Países Bajos y que, junto al Feyenoord de Róterdam, conforman los tres grandes del fútbol neerlandés o De Grote Drie. Ambos clubes son los más laureados del fútbol neerlandés, siendo los dos clubes con más títulos nacionales y los dos máximos campeones de la Primera División de los Países Bajos y la Supercopa de los Países Bajos y son dos clubes de gran trayectoria en el fútbol internacional y europeo, habiendo sido campeones de las actuales Liga de Campeones de Europa y Liga Europa de la UEFA.

## Comparación de palmarés
| Torneo                        | Títulos de Ajax | Títulos de PSV |
| ----------------------------- | --------------- | -------------- |
| Primera División              | 36              | 24             |
| Copa de los Países Bajos      | 20              | 11             |
| Supercopa de los Países Bajos | 9               | 14             |
| Liga de Campeones de la UEFA  | 4               | 1              |
| Recopa de la UEFA             | 1               | 0              |
| Liga Europa de la UEFA        | 1               | 1              |
| Supercopa de la UEFA          | 2               | 0              |
| Copa Intercontinental         | 2               | 0              |
| TOTAL                         | 75              | 51             |

## Futbolistas que han jugado en ambos equipos

### Transferidos de Ajax a PSV
- Jan Hassink
- Piet van der Kuil
- Frits Soetekouw
- Gerald Vanenburg
- Ronald Koeman
- Stanley Menzo
- Kenneth Perez

### Transferidos de PSV a Ajax
- Gert Bals
- Peter Hoekstra
- Ismaïl Aissati
- André Ooijer
- Riechedly Bazoer
- James Fofana

### PSVers con pasado en Ajax
- Frank Arnesen
- Jason Čulina
- Ruud Geels
- Arie Haan
- Wim Jonk
- Florian Jozefzoon
- Wim Kieft
- Patrick Kluivert
- Søren Lerby
- Andy van der Meyde
- Luciano Narsingh
- Michael Reiziger
- Marciano Vink
- Jan Wouters
- Steven Bergwijn
- Jeremain Lens
- Siem de Jong
- Sergiño Dest

### Ajacieden con pasado en PSV
- Jürgen Colin
- Dennis Rommedahl
- Jaap Stam
- John Veldman
- Rob Wielaert
- Klaas-Jan Huntelaar

## Enfrentamientos (registrados desde 1930)
| Matches | Matches                       | Matches | Matches | Matches | Matches | Matches | Matches | Matches | Matches |
| Stage | Stage                         | PG      | AJA     | E       | PSV     | GAJA    | GPSV    |         |         |
| --- | ----------------------------- | ------- | ------- | ------- | ------- | ------- | ------- | ------- | ------- |
| AJA | Eredivisie                    | 144     | 58      | 28      | 58      | 250     | 243     |         |         |
| PSV | Play-offs Eredivisie          | 2       | 0       | 1       | 1       | 2       | 4       |         |         |
| AJA | Copa de los Países Bajos      | 18      | 10      | 4       | 4       | 29      | 21      |         |         |
| EMP | Supercopa de los Países Bajos | 10      | 5       | 0       | 5       | 16      | 21      |         |         |
| AJA | Total Oficial                 | 174     | 73      | 33      | 68      | 297     | 289     |         |         |
| AJA | Otros                         | 11      | 8       | 1       | 2       | 35      | 19      |         |         |
| AJA | Total                         | 185     | 81      | 34      | 70      | 332     | 308     |         |         |
| PG - partidos jugados; E - empates; AJA - ganados por Ajax; PSV - ganados por PSV; GAJA - goles de Ajax; GPSV - goles de PSV; |                               |         |         |         |         |         |         |         |         |
| Actualizado al 3 de febrero de 2024.                                                                                          |                               |         |         |         |         |         |         |         |         |